# マグダラのマリア
マグダラのマリア（ラテン語: Maria Magdalena）は、新約聖書中の福音書に登場する、イエスに従った女性である。マリヤ・マグダレナとも音訳される。
正教会・カトリック教会・聖公会の聖人で、正教会では「携香女（けいこうじょ）」「亜使徒」の称号を持つ。この「携香女」の称号と、イコンに描かれるアラバスターの香油壷を持った姿は、磔刑後のイエスの遺体に塗るための香油を持って墓を訪れたとの聖書の記述に由来している。
共観福音書では、マグダラのマリアは「イエス・キリストが十字架にかけられるのを見守り、イエスが埋葬されるのを見、そして墓の方を向いて座っていた婦人たちの中で、最も重要な人物」とされる。
西方教会において「罪深い女」とされるため、ニコス・カザンザキスの『最後の誘惑』やダン・ブラウンの『ダ・ヴィンチ・コード』のような現代小説をはじめとして、イエスとの結婚を伝える種々の伝承があるが、歴史的根拠は見出されていない。

## 概要

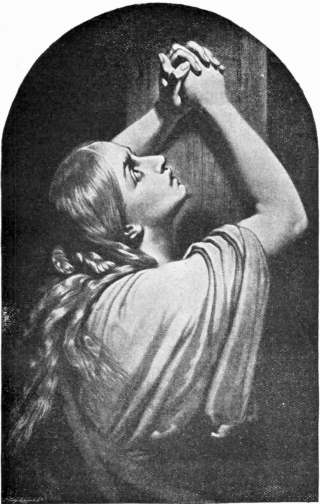
マグダラのマリア (19世紀、アリ・シェフェールによる)

キリスト教の主要教派ではいずれも聖人に列せられている。マグダラのマリアを聖人とする西方教会（カトリック教会、聖公会）での記念日（聖名祝日）は7月22日で、正教会では8月4日である（修正ユリウス暦を使用する正教会では、西方教会と同じく7月22日）。これら固有の記念日に加え、復活祭後の第二主日を他の聖人とともに「携香女の主日」としている。
西方教会では男性原理を重視し組織形成していたため、マグダラのマリアを「イエスの死と復活を見届ける証人」であるとともに、教義上「悔悛した罪深い女」とした。東方教会（正教会）ではこのような「罪深い女」との同一視はしていない。これについては多くの解釈があり、真実ははっきりしていない。したがって「罪深い女」とマグダラのマリアを関連付ける伝承は、西欧・西方教会（ことにカトリック教会）独自のものである。

## 福音書中の聖女

### 四福音書中の記述
マグダラのマリアについて四福音書がはっきり語っているのは、イエスによって七つの悪霊を追い出されたこと、磔にされたイエスを遠くから見守り、その埋葬を見届けたこと、そしてイエスの復活に最初に立ち会い、「すがりつくのはよしなさい。まだ父のもとへ上っていないのだから」とイエスに窘められたことである。
『マタイによる福音書』などによれば、彼女は復活の訪れを弟子(使徒)たちに告げるため遣わされた。このため彼女は初期キリスト教父たちから「使徒たちへの使徒」と呼ばれ、正教会での彼女の称号「亜使徒」はこの事績に由来する。
マグダラのマリアともう一人のマリアは、安息日が終わって、週の初めの日の明け方にイエスの納められている墓に向かった。その時、大地震が起こり、墓の入り口を塞いでいた大きな石が転がり、墓の入り口が開いた。『マタイによる福音書』によればそれは天使の仕業であり、墓の中にはイエスの遺体はなく、天使にイエスの復活を告げ知らされた婦人たちは、
しばらくすると、いつの間にかマグダラのマリアのそばには復活したイエスがついていたが、最初、彼女はそれがイエスだとは気づかなかった。「マリア」と呼びかけられてやっと、彼女はそうと気づいた。
また、他の弟子たちにイエスの復活を告げ知らせるようにと言われた。

### 外典の記述
20世紀になって『（マグダラの）マリアによる福音書』（断片のみ）、『トマスによる福音書』（ナグ・ハマディ写本から）、『フィリポによる福音書』などが発見された。
これら外典の中でマグダラのマリアは、イエスとの親密な様子や、男性たちと並ぶイエスの弟子として記述されている。
『トマスによる福音書』では、ペトロが「この女性（マグダラのマリア）は私達の下から去ったほうがいい」と、マグダラのマリアを排斥すべきと、イエスに進言したのに対し、イエスは「私は彼女を天国に導くだろう」と応える。そして「私が彼女を男性にするために、彼女もまた、あなたがた男性たちに似る生ける霊になるために」と、謎めいた理由を言う。
これら最新の聖書研究は、イエス宣教の旅での女性たちの役割や、マグダラのマリアの地位を見直させることとなった。
外典の記述については外部リンクを参照のこと。

## 伝説
マグダラのマリアは古来より東方教会・西方教会いずれの教会でも崇敬されてきたが、ことにカトリックでは特有の多くの伝説で彩られている。
マグダラのマリアとベタニアのマリアは同一人物であり（第二バチカン公会議以後は別人とされることが多い）、マグダラのマリアは晩年にイエスの母マリア、使徒ヨハネとともにエフェソに暮らしてそこで没し、後にコンスタンティノポリス（現イスタンブール）に移葬されたとされている。

### 正教会での伝承の概略
マグダラのマリアについて、福音書に記載の無い伝承は以下の通りである。
- 主の昇天後、生神女（聖母マリア）や使徒達とともに常に祈り、広くエルサレム中に主の復活を伝え、第一の証人となった。
- 神の道を伝えるために、方々を旅した。
- ローマへ行き、皇帝ティベリウスに会って紅い鶏卵を献上し、ハリストス（キリスト）の復活を伝え、主の十字架の死を物語り、ピラトによるイイスス・ハリストスの死刑は不法であったと皇帝に訴えた。ユダヤ人には、貧しい者が祝賀・敬意の気持ちを示す際に鶏卵を贈る習慣があり、この習慣に則ってマグダラのマリアが皇帝に紅卵を献上してから、復活の記憶（復活大祭）に鶏卵を贈る習慣が始まった。

### カトリック教会での伝承の概略
四福音書には、マグダラのマリアと特定されていない女性が何人か登場する。その中の「罪深い女」がマグダラのマリアと同一視され、イエスの足に涙を落し、自らの髪で拭い、香油を塗ったとされる。
伝説中のマグダラのマリアは、たとえばヤコブス・デ・ウォラギネの『黄金伝説』などによれば、金持ちの出自であって、その美貌と富ゆえに快楽に溺れ、後にイエスに出会い悔悛したという。そのため、娼婦をも意味する「罪深い女」との異名を与えられたり、ルネサンス以降「マグダラのマリアの悔悛」を主題とする絵画、彫刻が多く制作された。このイメージはカトリック教会の作為が関与していると指摘されている。

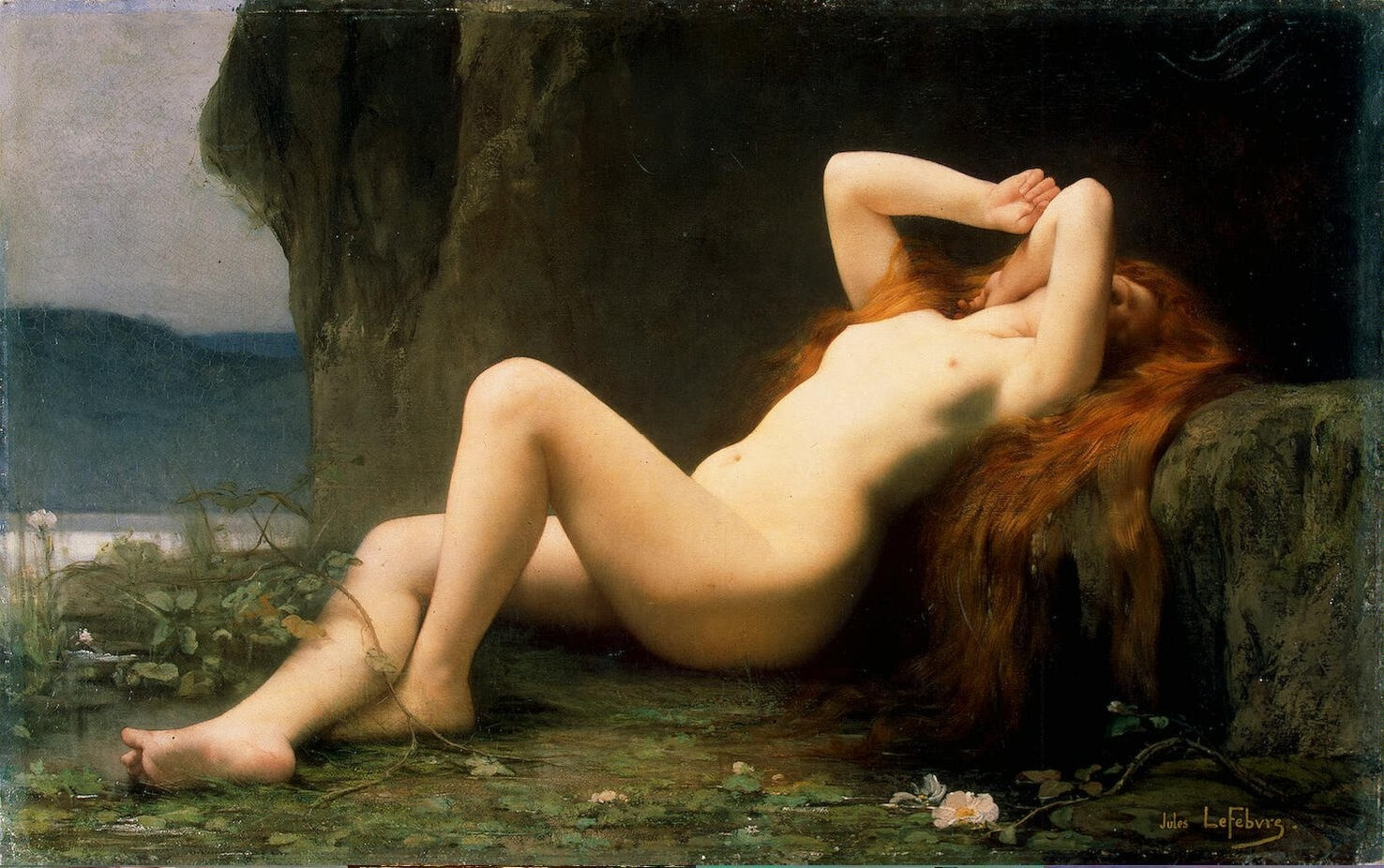
洞窟のマグダラのマリア（ジュール・ジョゼフ・ルフェーブル）

イエス昇天後、兄弟ラザロ、マルタ（マリアの姉）らとともに南仏マルセイユ（あるいはサント＝マリー＝ド＝ラ＝メール）に着き、晩年はサント＝ボームの洞窟で隠士生活を送ってその一生を終え、遺骸はいったんエクス＝アン＝プロヴァンス郊外のサン＝マクシマン＝ラ＝サント＝ボームに葬られたと信じられた。ヴェズレーのサント＝マドレーヌ大聖堂はその遺骸（頭蓋骨）を移葬したと主張している。しかし、サン＝マクシマン側はいまも遺骸を保持していると主張しており、一部はパリのマドレーヌ寺院にも分骨されている。

### 名前の由来
ガリラヤ湖沿いの町マグダラの出身であるために「マグダラのマリア」と呼ばれたとするのが通説である。
- 「ヘアー・ドレッサー」を意味するヘブル語「メガデラ・ネシャヤ」から来ており、17世紀にJohn Lightfootは、これは身持ちの悪い女を暗喩していると唱えた[7] （Yeshuのben-Stadaの項参照）。
- 4から5世紀の神学者ヒエロニムスは、「塔」を意味するアラム語「ミグダル」あるいはギリシア語「マガダン」に由来しており、彼女の揺るがぬ堅い信仰のゆえに名付けられたと示唆した。

彼女のイメージがさまざまであったことが分かる。

### 娼婦だったか?
『ルカによる福音書』が紹介するマグダラのマリアの記述は、次のものだけである（ルカ8:1-3, 23:55）。
- イエスに七つの悪霊を追い出された
- マグダラの女と呼ばれるマリア
- そのほか多くの婦人たちと一緒に
- 自分の持ち物を出し合って
- 一行に奉仕していた
- ガリラヤから付き従ってきた

カトリック教会では、『ルカによる福音書』(7:36-50）に登場する「罪深い女」と彼女が同一人物とされた。（「罪の女」を参照）
この女性がどのような罪を犯したのかは記載されていないが、性的不品行と説明されてきたようであり、それが娼婦とされていた原因かもしれない。彼女は（悔悛した）娼婦の守護聖人でもある。
いっぽうでカトリック信仰の強い国々を中心に、娘を名付けるにあたってこの聖女の名が好んで使われている。諸文学で彼女の娼婦的な過去を扱うものが多いが、職業的娼婦であったとするものはあまり見受けられない。しかし、キリストを描いた映画の多くが、彼女がかつて娼婦であったとの設定で登場させている。2018年公開の『マグダラのマリア』はマグダラのマリアをイエス・キリストの使徒のひとり（復活の証人）として初めて描いた映画となった。

### イエスと結婚していた?
さきの『最後の誘惑』では、十字架上のイエスがマグダラのマリアとの結婚生活を夢想する。また、1982年に英国で刊行されたノンフィクション“Holy Blood, Holy Grail”（日本語版：『レンヌ＝ル＝シャトーの謎』）で著者らは、イエスとマグダラのマリアが結婚しており、子供をもうけたという仮説を示した。マーガレット・スターバードもこれに追随し、1993年『マグダラのマリアと聖杯』で、イエスとマリアとの間の娘をサラとした。2003年の小説『ダ・ヴィンチ・コード』がそれをストーリー中に使っている。シンハ・ヤコボビッチとバリー・ウィルソンも、2014年出版の“The Lost Gospel: Decoding the Ancient Text that Reveals Jesus' Marriage to Mary the Magdalene” （日本語版『失われた福音－「ダ・ヴィンチ・コード」を裏付ける衝撃の暗号解読』2016年）の中で、2人の聖なる婚礼や交わり、子供を二人もうけたことなどを詳細に記録した古代シリア語文書を解読している。
結婚していたとする論では、あちこちに暗喩や象徴の形で残っていると主張している。西洋美術には、作品の中にシンボルとしての形や色を配し、暗示的に表現する手法がある。古くから、主流の宗派以外の主張は異端として迫害されたり、証拠品を焼き払われたりしてきた歴史があるため、迫害の対象となるような表現について芸術家達はその暗示的手法を用いてきた。明示的なものでは、2-3世紀ごろの著作と見られる『フィリポによる福音書』の記述がある。国を治める者によって宗教内容の統制が行われ、統率者の意向にそぐわない教義は隠蔽や書き換え、迫害が行われてきたことから、この結婚という内容もその隠蔽の１つであるとみられている。イエスの結婚を巡っては、近年さまざまな研究書、追跡書などが出ている。
20世紀の半ばに、ナグ・ハマディ写本の発見などにより、これまで異端の書として隠されていた書物がその姿を現してきた。エレーヌ・ペイゲルス (Elaine Pagels) は、娼婦を否定し妻とするのは「同じ見方の裏と表」であると指摘した。ペイゲルスによれば、「男たちは、マグダラのマリアにイエスの弟子でも、リーダーでもなく、性的な役割だけを与えようとして、このようなファンタジーを作っているのではないかとさえ思える」と主張している。しかし史実の対象となる古書の中に、イエスが結婚をしていなかったという具体的な表現もなく、太古の時代に地球上のあらゆる文化でリーダーとしての女神崇拝があったことの名残でもあるマグダラのマリアの存在に恐れを感じた組織が、「性的」や「ファンタジー」という言葉によって、逆に貶めているとも考えられる。

## キリスト教美術における表現
マグダラのマリアは、西欧キリスト教美術においては、聖母マリアと並ぶ重要な登場人物である。聖母は超越的な奇跡的存在であり、多くの宗教画家は最大級に理想化された聖母像をつくった。対して、マグダラのマリアはエモーショナルな存在を象徴する女性として描かれ、聖母とともにマグダラのマリアを常に重要な場面に登場させるキリスト教美術は、そうすることでキリスト教における人間の愛のありようを相互補完的に表した。ただし、東方教会・正教会においては、西欧で伝承されたようなマグダラのマリアの解釈の伝統は生まれなかった。

### 西欧キリスト教美術において
以下、西欧のキリスト教美術における伝統につき詳述する。

#### 概要

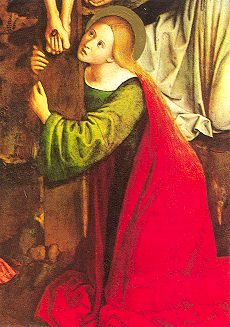
16世紀に描かれた絵画

- 宗教画においてルネサンス以降の宗教画では、聖書の人物によって衣服の色がおおむね定まっており、聖母が青や紺色の衣やマントを着るのに対し、マグダラのマリアは緑色の下衣、朱色のマントを身につける事が多い。多くは豊かな金髪を見せ、高価な油壺を手にする。時代にもよるが、古い15世紀の絵画などでは聖母が赤い衣に暗濃色のマントであることもある。
- 画題はイエスの受難、すなわち『十字架の道行き』や『磔刑』、『降架』、『ピエタ』、『埋葬』、『磔刑図』、『イエスの復活の場面』の各場面の情景で聖女マグダラのマリアが多く描かれる。
- 多くの宗教画おいては聖母マリアがイエスに近い構図に、マグダラのマリアはイエスの足もと近くの構図へ配置される。
- 『イエスの復活の場面』ではマグダラのマリアがイエスと共に画面に描かれる。宗教画家に好んで描いた主題に『ノリ・メ・タンゲレ 我に触れるな』(Noli me tangere)がある。復活したイエスに気付き、マグダラがすがろうとするのをイエスが台詞とともに制する様子（ヨハネ20:17）である。
- 聖人群像画である『聖会話』などでも他の聖女らの中でそれと判るように、マグダラのマリアはトレードマーク（アトリビュート）である香油壺を手に持つことが多い。幼子イエスを抱く聖母マリアを中心とする聖人群像画『聖母子と聖会話』での主な人物は洗礼者ヨハネであり、周囲の人物にマグダラのマリアが描かれることもある。

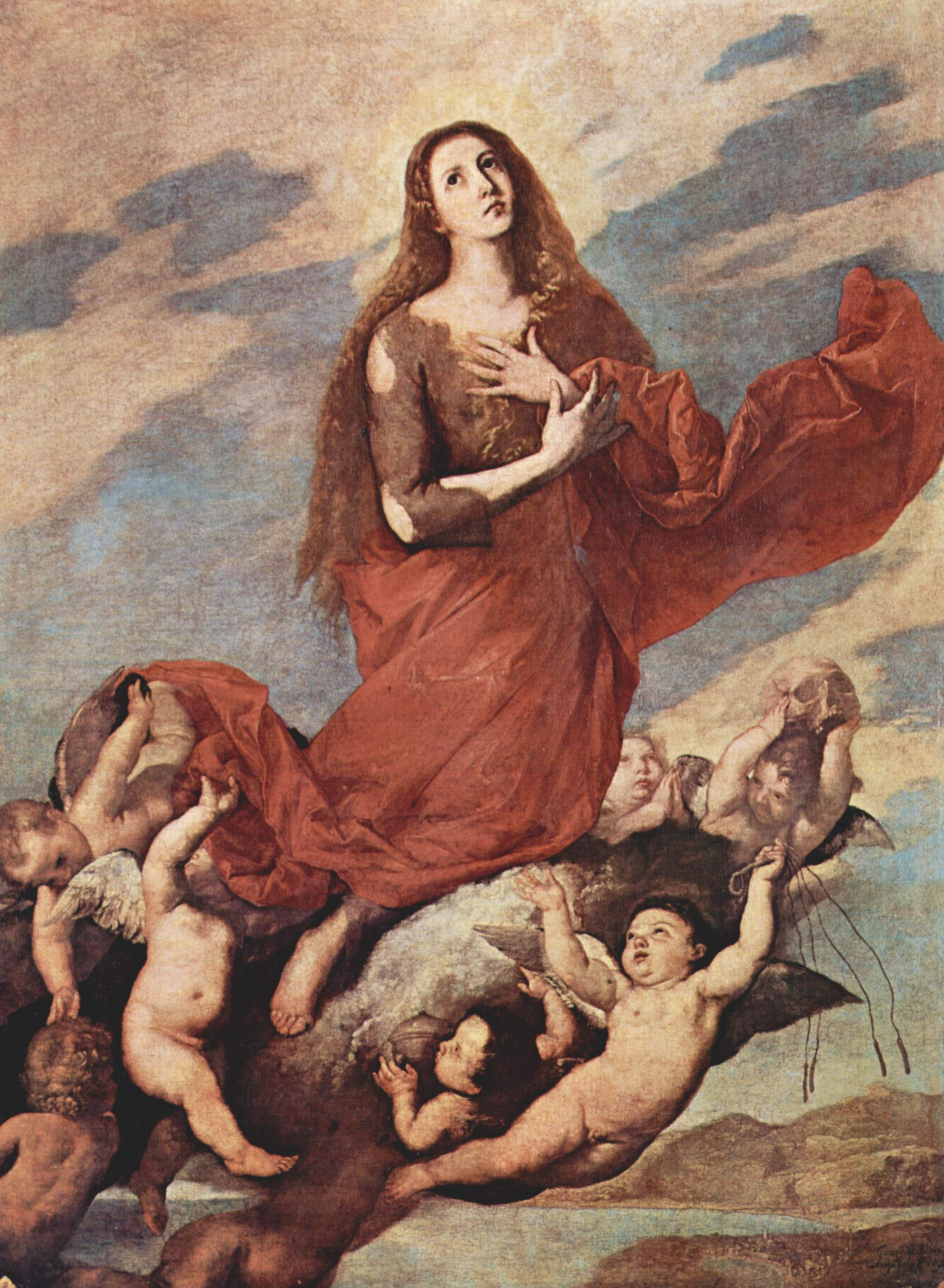
『マグダラのマリアの浄化』（ホセ・デ・リベーラ）

- マグダラのマリアのみを描く宗教画は、とくにルネサンス以降の西欧を中心に『マグダラのマリアの悔悛』という主題で多く制作された。晩年の苦行、隠修生活を描いたものでは西欧キリスト教の聖女の中では珍しく肌を露出し、ときに裸身で描かれる（正教会ではエジプトの聖マリアも肌をある程度露出した姿で描かれる）。隠修生活中でしばしば天国に昇り、天使の歌声を聞いていたとして『マグダラのマリアの昇天』という主題でも描かれる。

#### 絵画・最後の晩餐
『最後の晩餐』（伊：Il Cenacolo o L'Ultima Cena） はレオナルド・ダ・ヴィンチが彼のパトロン、ルドヴィーコ・スフォルツァ公の要望で描いた巨大な絵画。これはキリスト教の聖書に登場するイエス・キリストの最後の日、最後の晩餐の情景を描いている。ヨハネによる福音書13章21節より、キリストが12弟子の中の一人が私を裏切る、と予言した時の情景である。
小説『ダ・ヴィンチ・コード』はレオナルド・ダ・ヴィンチの『最後の晩餐』でキリストの右隣には女性らしき性別の人物が座っており、マグダラのマリアではないかとする説を紹介している。
しかし、使徒ヨハネと解釈されてきたこの人物を、髭の無い青年もしくは女性的に描き、金髪で衣装もマグダラのマリアと同じ朱色とするのは、ダ・ヴィンチに始まらず、それ以前からの伝統であり、小説『ダ・ヴィンチ・コード』の記載は適切な解釈ではない。『最後の晩餐』の絵にはキリストと12人が描かれているので、件の人物が使徒ヨハネとして描かれたことはほぼ確かである。
この絵は『ヨハネによる福音書』をもとに描かれている。同福音書には、イエスの愛しておられた弟子がイエスに寄りかかっていたと書かれている (13:23-26)。この「イエスの愛しておられた弟子」（この表現は別の箇所にもみられる）が他の人物である仮説、あるいはマグダラのマリアではないかとの仮説は、ダ・ヴィンチの絵画よりも以前から囁かれており、最近になって明らかになったものでもない。

### 東欧の正教会美術において

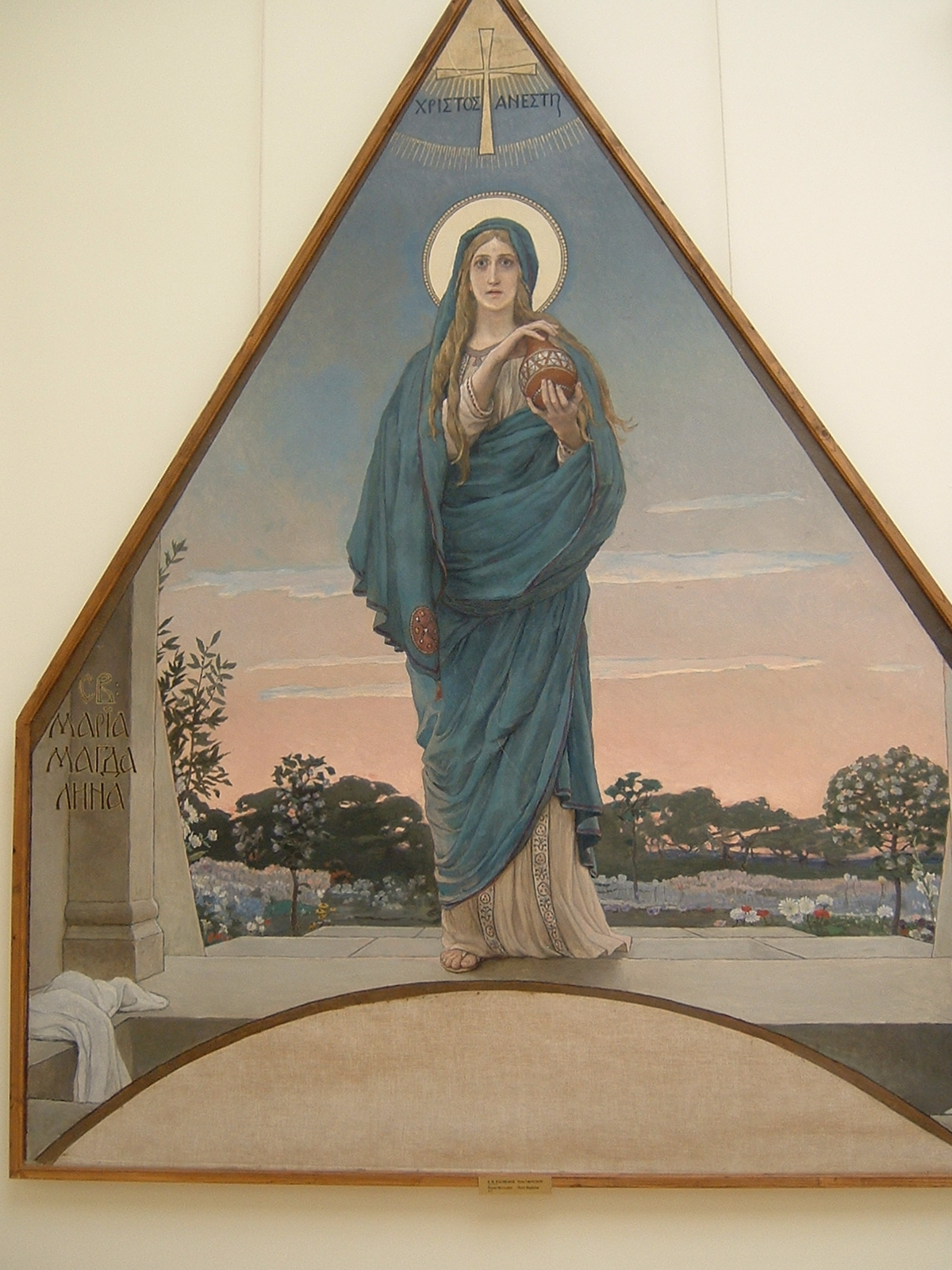
マグダラのマリア（ヴィクトル・ヴァスネツォフ・19世紀ロシア）

東方のキリスト教におけるマグダラのマリアを巡る事情は西欧とはかなり異なる。
そもそも東方教会・正教会において、イコン以外の美術としての宗教絵画がまとまった形で生まれたのは近世以降にほぼ限定される。イコンにおいては当然の事ながら性的表現・感情的表現は（たとえ技法に西欧的なものが導入されているものであっても）抑制され、マグダラのマリアについてもこれは例外ではない。また、確かにマグダラのマリアは正教会でも篤く崇敬されてはおり、これを元にした世俗絵画も無い訳ではないものの、「生神女（聖母マリアのこと）に続く第二の聖人」と称されてマグダラのマリア以上に崇敬されるのは、エジプトのマリアである。
エルサレムのオリーブ山には、マグダラのマリアに捧げられたロシア正教の教会であるマグダラのマリア教会がある。

## 西欧における聖女にちなむ名前
- 聖女マグダラのマリアにちなんで女の子にその名が付けられることも多い。したがって同名の別人も多い。英語では 「メアリ・マグダレーン」(Mary Magdalene)。映画にもなったジューン・ゴールディング著『マグダレンの祈り』は聖女の名を冠する修道院を舞台とする。
- フランス語では「マリー・マドレーヌ」(Marie Madeleine) となる。ヴェズレーのサント＝マドレーヌ大聖堂、パリのマドレーヌ寺院はこの聖女を祭る。焼菓子のマドレーヌは、この菓子を最初に作った、聖女に因んで命名された女性の名前に由来する。
- 17世紀フランスの女流文学者、ラ・ファイエット伯爵夫人の本名がマリー＝マドレーヌ・ピオシュ・ド・ラ・ヴェルニュ（Marie-Madeleine Pioche de La Vergne）である。
- 17世紀フランスの連続殺人犯、ド・ブランヴィリエ侯爵夫人の本名がマリー＝マドレーヌ・ドルー・ドブレー(Marie-Madeleine Dreux d'Aubray)である。
- 愛称は「マルレーン」もしくは「マレーネ」(Marlene)。マレーネ・ディートリヒもこの名前である。イタリア映画『マレーナ』もこの名前を持つ、美しくも運命に翻弄されるヒロインを描き、モニカ・ベルッチがその役を演じた。[14]イタリア語では「マリア・マッダレーナ」(Maria Maddalena)。ちなみにモニカ・ベルッチは映画『パッション』でもマグダラのマリア役を演じている。
- マリリン・モンローの「マリリン」もこの愛称。
- 現スウェーデン国王カール16世グスタフの末娘であるマデレーンはファッション雑誌の表紙モデルを務めるなど、その美貌が人気となる。
- ノルウェーの女性シンガーソングライター、レネ・マーリン（Lene Marlin Pedersen)もこの名前。すなわちレネもその愛称。彼女のデビュー・シングル『Unforgivable Sinner』(邦題:天使のように...）のSinnerは聖女の異名「罪深い女」を意味する。
- 聖女の名は教会だけでなく教育機関などにも冠されることが多い。また地名も多くある。

## 関連書籍
- 岡田温司 『マグダラのマリア―エロスとアガペーの聖女』 中央公論新社〈中公新書〉、2005年、ISBN 4121017811。
- マーガレット・スターバード 『マグダラのマリアと聖杯』 英知出版、2005年、ISBN 4754220404。
- 月本昭男／山野貴彦／山吉智久 『図説聖書の世界』 学習研究社、2008年、ISBN 4054037801
- シンハ・ヤコボビッチ、バリー・ウィルソン（共著）、守屋彰夫（翻訳監修）『失われた福音－「ダ・ヴィンチ・コード」を裏付ける衝撃の暗号解読』 桜の花出版、2016年、ISBN 4434226312